# 僕らの夏の夢/ミューズ
「僕らの夏の夢 ⁄ ミューズ」（ぼくらのなつのゆめ ミューズ）は、2009年8月19日に発売された山下達郎通算44作目のシングル。

## 解説
「僕らの夏の夢」は、劇場版アニメーション『サマーウォーズ』主題歌として制作され、後にアルバム『Ray Of Hope』に収録されたほか、オールタイム・ベスト『OPUS 〜ALL TIME BEST 1975-2012〜』にも収録された。それまで劇場版のアニメーション映画とは仕事上の接点がなく、その上ツアー中だったことから、引き受けるのを迷っていたが、スタッフに完成前の映像を見せられ、その内容に魅力を感じた。山下は「もし自分が引き受けなかったらどうするのか」と尋ねたところ、「その時はインストゥルメンタルにする」と言われ、「そこまで言われて引き受けないわけにはいかない」との思い、引き受けたという。
「ミューズ」は 、TBS系列の夕方の報道番組『総力報道!THE NEWS』のテーマ曲として書き下ろされた作品で、本シングルにのみ収録のアルバム未収録曲。本人によると収録されるはずのアルバム『Ray Of Hope』に収録された「MY MORNING PRAYER」と曲調が被る為、収録しなかったという。山下が報道番組のために楽曲を書き下ろすのは、今回が初。視覚的にコードを把握できるという理由から、作曲時の楽器は9割はピアノだという山下だが、この曲は旅先のホテルで作らなければならず、ギターで作曲したという。この曲について山下は「かくも不安な時代に、心を少しでも前向きにと願う、メッセージソング」 とコメントしている。
「アトムの子」は、アルバム『ARTISAN』 収録曲で、“PERFORMANCE 2008-2009”からのライブ・バージョンで、本シングルにのみ収録。ライブ・バージョンがシングルのカップリングに収録されたのは、2000年リリースのシングル「JUVENILEのテーマ〜瞳の中のRAINBOW〜」 に、“PERFORMANCE '91-'92”からのライブ音源が収録されたのに次いで2度目。今回は歌の途中に「鉄腕アトム」 が挿入されている。なお各音楽配信サービスでは、“’09ライブ・バージョン”に代わってスタジオ・バージョンの2009年リマスター音源による「アトムの子 ('09 New Remaster)」が配信リリースされた。

## リリース、プロモーション、マーケティング
初回生産分のみ、「僕らの夏の夢×サマーウォーズ」豪華特典応募ハガキを封入。

## パッケージ、アートワーク
ジャケットは、『サマーウォーズ』のワンシーンを使ったデザイン。パッケージ裏面にはカメラマン菊池英二撮影による、山下のステージ・フォトがレイアウトされている。

## 収録曲
| 全作詞・作曲: 山下達郎。 | |          |            |      |
| #                        | タイトル                                                                                                  | 作詞     | 作曲・編曲 | 時間 |
| 1.                       | 「僕らの夏の夢」(ワーナー・ブラザース映画配給アニメーション映画「サマーウォーズ」主題歌)                  | 山下達郎 | 山下達郎   | 5:07 |
| 2.                       | 「ミューズ」(TBS系テレビ全国ネット「総力報道!THE NEWS」テーマ曲)                                          | 山下達郎 | 山下達郎   | 4:28 |
| 3.                       | 「アトムの子 ('09 Live Version)」(NHK BS2「週刊・手塚治虫」テーマ曲「アトムの子」の'09ライブ・バージョン) | 山下達郎 | 山下達郎   | 6:25 |
| 4.                       | 「僕らの夏の夢 (Original Karaoke)」                                                                       | 山下達郎 | 山下達郎   | 5:07 |
| 5.                       | 「ミューズ (Original Karaoke)」                                                                           | 山下達郎 | 山下達郎   | 4:24 |

## クレジット

### 僕らの夏の夢
| Words & Music by 山下達郎                                            |
|                                                                      |
| ©2009 by NIPPON TELEVISION MUSIC CORPORATION & SMILE PUBLISHERS INC. |
|                                                                      |
| Strings Arranged by 後藤勇一郎                                       |
|                                                                      |

| 山下達郎   | : | - Lead Vocal, Acoustic Piano, Computer Programming, - Acoustic Guitar, Keyboards, Percussions & Background Vocals |
| 小笠原拓海 | : | Drums |
| 伊藤広規   | : | Electric Bass |
| 後藤勇一郎 | : | Strings Concertmaster                                                                                             |
| 橋本茂昭   | : | Computer Programming & Synthesizer Operation                                                                      |

### ミューズ
| Words & Music by 山下達郎                     |
|                                               |
| ©2009 by NICHION,INC. & SMILE PUBLISHERS INC. |
|                                               |
| Strings Arranged by 後藤勇一郎                |
|                                               |

| 山下達郎   | : | - Lead Vocal, Drum Programming, Computer Programming, - Electric Guitar, Acoustic Guitar, Keyboards & Percussions |
| 伊藤広規   | : | Electric Bass |
| 後藤勇一郎 | : | Strings Concertmaster                                                                                             |
| 橋本茂昭   | : | Computer Programming & Synthesizer Operation                                                                      |

### アトムの子 ('09 Live Version)
| Words & Music by 山下達郎                                                                                 |
| |
| ©1991 by SMILE PUBLISHERS INC.                                                                            |
| |
| - “鉄腕アトム” - Words by 谷川俊太郎 - Music by 高井達雄 - ©1963 by NIPPON TELEVISION MUSIC - CORPORATION |
| |

| 山下達郎   | : | Lead Vocal & Electric Guitar |
| 小笠原拓海 | : | Drums                        |
| 伊藤広規   | : | Electric Bass                |
| 難波弘之   | : | Acoustic Piano               |
| 柴田俊文   | : | Keyboards                    |
| 佐橋佳幸   | : | Electric Guitar              |
| 土岐英史   | : | Alto Saxophone               |
| 国分友里恵 | : | Background Vocal             |
| 佐々木久美 | : | Background Vocal             |
| 三谷泰弘   | : | Background Vocal             |

|                                          |
| Live at 北海道厚生年金会館 2009年4月25日 |

### スタッフ
- Back Cover Photo by 菊地英二

## リリース日一覧
| 地域 | タイトル                      | リリース日                       | レーベル                  | 規格                 | 品番       | 備考                      |
| ---- | ----------------------------- | -------------------------------- | ------------------------- | -------------------- | ---------- | ------------------------- |
| 日本 | 僕らの夏の夢 ⁄ ミューズ       | 2009年8月19日                    | MOON ⁄ WARNER MUSIC JAPAN | 12cmCDシングル       | WPCL-10741 |                           |
| 日本 | 僕らの夏の夢                  | 2016年9月7日                     | MOON ⁄ WARNER MUSIC JAPAN | デジタルダウンロード | –          | 通常音質(AAC 128/320kbps) |
| 日本 | アトムの子 ('09 New Remaster) | - 2009年8月26日 - 2013年11月28日 | MOON ⁄ WARNER MUSIC JAPAN | デジタルダウンロード | –          | 通常音質(AAC 128/320kbps) |

## 収録アルバム

### 僕らの夏の夢
| # | タイトル                         | リリース日    | レーベル                  | 規格                 | 品番                                                  | 備考                       |
| - | -------------------------------- | ------------- | ------------------------- | -------------------- | ----------------------------------------------------- | -------------------------- |
| 1 | Ray Of Hope                      | 2011年8月10日 | MOON ⁄ WARNER MUSIC JAPAN | - 2CD - CD           | - WPCL-10964/5【初回限定盤】 - WPCL-10966【通常盤】   |                            |
| 1 | Ray Of Hope                      | 2011年8月27日 | MOON ⁄ WARNER MUSIC JAPAN | デジタルダウンロード | –                                                     | 通常音質 (AAC 128/320kbps) |
| 1 | Ray Of Hope                      | 2011年11月2日 | MOON ⁄ WARNER MUSIC JAPAN | 2LP                  | WPJL-10005/6【完全限定生産盤】                        |                            |
| 2 | OPUS 〜ALL TIME BEST 1975-2012〜 | 2012年9月26日 | MOON ⁄ WARNER MUSIC JAPAN | - 4CD - 3CD          | - WPCL-11201/4【初回限定盤】 - WPCL-11205/7【通常盤】 | オールタイム・ベスト       |
| 3 | COME ALONG 3                     | 2017年8月2日  | MOON ⁄ WARNER MUSIC JAPAN | CD                   | WPCL-12690                                            | コンピレーション・アルバム |